# Пам'ятник Тарасові Шевченку (Рівне)
Пам'ятник Тарасові Шевченку в Рівному — пам'ятник видатному українському поету і художнику Тарасові Шевченку у місті Рівне, що знаходиться на центральному майдані міста. 

## Адреса
33000 Рівненська область, м. Рівне, Майдан Незалежності,1.

## Історичні дані
Автори пам’ятника: скульптори Петро Подолець, Володимир Стасюк та архітектор Віктор Ковальчук.
Перше розпорядження голови міської ради про проектування і будівництво памятника Т.Г. Шевченку на майдані Незалежності було прийнято 9 березня 1993 року.
З ініціативи товариства "Просвіта" було оголошено конкурс на кращий проект памятника. Конкурс проходив у декілька турів. Конкурсні роботи були виставлені у Виставковій залі Рівненської обласної організації Спілки художників України. До складу журі входили мистецтвознавці, архітектори, представники міської ради, науковці-шевченкознавці, всього 15 чоловік. Кінцеве рішення приймала експертна рада Міністерства культури України. Перемогу здобули рівненські скульптори Петро Подолець і Володимир Стасюк.
Відлиття пам'ятника в бронзі виконувалось на кераміко-скульптурній фабриці Львівської спілки художників. Було витрачено до 5,5 тон матеріалу, всередині нього знаходиться металева конструкція, яка скріплює монумент та втримує його окремі маси. Постамент виготовлений з монолітного граніту темно-малинового відтінку Токовського кар'єру, що на Дніпропетровщині.
Пам'ятник урочисто відкрили 22 травня 1999 року.
Розпорядженням голови Рівненської обласної державної адміністрації № 478 від 22.08.2000 року пам'ятник Т.Г. Шевченку взято на державний облік, як пам'ятку монументального мистецтва місцевого значення.